# Hipólito Raposo
José Hipólito Vaz Raposo (São Vicente da Beira, 13 de Fevereiro de 1885 — Lapa, Lisboa, 26 de Agosto de 1953), mais conhecido por Hipólito Raposo, foi um advogado, escritor, historiador e político monárquico, que se notabilizou como um dos mais destacados dirigentes do Integralismo Lusitano.

## Biografia
Nascido numa antiga vila em plena Serra da Gardunha, filho de João Hipólito Vaz Raposo e de Maria Adelaide Gama, no natal em 1902 foi estudar para o Seminário da Guarda, que abandonou pouco depois para se matricular no Liceu de Castelo Branco, onde conclui o ensino secundário. Matriculou-se de seguida no curso de Direito na Universidade de Coimbra, que concluiu no ano de 1911. Assim como frequentou aulas de grego (1907-1908), na Faculdade de Teologia, que lhe foi muito útil futuramente para o ofício de mestre de teatro e estética teatral.
Com interesse na escrita, ainda estudante liceal já colaborava com os semanários da província e quando estudante em Coimbra contribuiu com crónicas semanais para o Diário de Notícias. Ainda estudante publicou os volumes Coimbra Doutora (1910) e Boa Gente (1911), colectâneas de contos da Beira Baixa.
Ainda durante a sua estadia universitária de Coimbra fizera parte do Centro Académico de Democracia Cristã.
Terminado o curso, enveredou pelo ensino, iniciou em 1912 o seu percurso profissional como professor no Conservatório Nacional de Lisboa e no Liceu Passos Manuel, também de Lisboa, cidade onde se fixou.
Em 1914 foi um dos fundadores do movimento político-cultural auto-intitulado Integralismo Lusitano, em colaboração com António Sardinha, Luís de Almeida Braga, José Pequito Rebelo e Alberto Monsaraz, um grupo de monárquicos que incluía alguns antigos colegas do curso de Direito da Universidade de Coimbra. No mesmo ano foi um dos fundadores da revista Nação Portuguesa, órgão do movimento integralista. Também teve colaboração nas revistas O Occidente  (1878-1915), Serões (1901-1911), A Farça  (1909-1910), Contemporânea [1915]-1926),  Atlântida (1915-1920), Homens Livres  (1923) Anais das bibliotecas, arquivo e museus municipais (1931-1936) e na  Revista Municipal   (1939-1973) publicada pela  Câmara Municipal de Lisboa. Foi director do periódico A Monarquia, à frente do qual teve um papel relevante no Pronunciamento Monárquico de Monsanto, ocorrido em 1919. Tendo conseguido escapar à prisão e consequente e inevitável condenação por esse facto, foi no entanto ainda em 1919 demitido de todos os cargos públicos que ocupava (chefe de repartição e de professor da Escola de Arte de Representar de Lisboa que então exercia.), em consequência da "Lei do Afasta", desse mesmo ano e que previa o saneamento de funcionários públicos por "contrários ao regime". Em 1920 foi julgado no Tribunal Militar de Santa Clara - apesar de se tratar duma acusação de crime de imprensa, da competência do Tribunal da Boa-Hora (civil) - e condenado a uma pena de três meses de prisão no Forte de São Julião da Barra.
Cumprida a pena de prisão, partiu para Angola (1922-1923), onde exerceu advocacia em Luanda, onde ao tempo Norton de Matos era Alto Comissário da República, com quem conviveu.
De regresso a Portugal, continuou a exercer a profissão de advogado e afirmou-se como líder destacado e ideólogo do Integralismo Lusitano, publicando em 1925 o ensaio Dois nacionalismos, defendendo a existência de uma distinta matriz doutrinária no Integralismo Lusitano e no nacionalismo francês da Action Française.
No ano de 1924 casou em Lisboa com Valentina Pequito Rebelo, irmã de José Pequito Rebelo. Do seu casamento teve: João Hipólito, António Hipólito, Teresa Maria, Isabel Maria, Francisco Hipólito e José Hipólito.
Em 1926 foi reintegrado no cargo de professor do Conservatório Nacional de Lisboa. Durante os governos da Ditadura Nacional destacou-se como um dos principais ideólogos do Integralismo Lusitano, com particular destaque para a conferência que intitulou A Reconquista das Liberdades, pronunciada em Lisboa no ao 1930 e editada sob a forma de opúsculo, onde sintetizou o programa político do integralismo, desfazendo a miragem do messianismo salazarista que então emergia.
Coerente com a sua oposição ao salazarismo, em 1930 recusou colaborar com a União Nacional, defendendo que essa devia ser a posição dos monárquicos, e opôs-se à institucionalização do regime do Estado Novo. Em 1940 publicou a obra Amar e Servir, na qual denuncia de forma virulenta a Salazarquia, um duro ataque a António de Oliveira Salazar que lhe valeu ser de novo demitido de todos os cargos públicos que ocupava e a imediata deportação para os Açores. Aproveitou o seu exílio involuntário nos Açores para escrever uma das melhores obras de literatura de viagens sobre o arquipélago, Descobrindo Ilhas Descobertas, originariamente publicado no jornal A Ilha, de 1940 a 1941, sendo depois em livro em 1942. Foi novamente reintegrado em 1951.
Coerente com as suas convicções, em 1950 foi um dos subscritores do manifesto Portugal restaurado pela Monarquia, uma tentativa de reactualização doutrinária do movimento integralista.
Hipólito Raposo faleceu subitamente, de "hemorragia central", em sua casa na  Rua de São Ciro, n.º 13, na freguesia da Lapa, Lisboa, em 26 de Agosto de 1953. Sentindo-se mal, apenas houve tempo de chamar um padre e um médico, que já nada pôde fazer. O corpo foi sepultado no cemitério de Degracia, em Gavião.
Foi sócio do Instituto de Coimbra e da Associação dos Arqueólogos Portugueses.

## Obras publicadas
Da sua obra temática diversificada, com predominância para os assuntos regionais e para a política, destacam-se as seguintes publicações:
- Livro de Horas, 1908-1910;
- Coimbra Doutora 1910;
- Boa Gente 1911;
- Sentido do Humanismo, 1914;
- Outro Mundo, 1917;
- Caras e Corações 1921;
- Seara nova 1922;
- Dois nacionalismos, 1925;
- Ana a Kalunga, 1926;
- Pedras para o templo, 1933;
- A Beira Baixa ao Serviço da Nação 1935;
- Aula Régia, 1936;
- Pátria Morena, 1937;
- Direito e Doutores na Sucessão Filipina, 1938;
- Mulheres na Conquista e Navegação, 1938;
- Amar e Servir, 1940;
- Descobrindo Ilhas Descobertas, 1942;
- Insurreição da Carne, 1944;
- D. Luísa de Gusmão – Duquesa e Rainha, 1947;
- Modos de ver, 1947;
- Oferenda 1950;
- Folhas do Meu Cadastro, 1911, 1925, 1926, 1940, 1945, 1952, 1986.